# Nörten-Hardenberg
Nörten-Hardenberg là một đô thị của huyện Northeim, bang Niedersachsen, Đức. Đô thị này có diện tích 54,08 km². Đô thị này tọa lạc bên sông Leine, cự ly khoảng 10 km về phía tây nam của Northeim, và 10 km về phía bắc của Göttingen.